# 熊本県道334号天草空港線
熊本県道334号天草空港線（くまもとけんどう334ごう あまくさくうこうせん）は、熊本県天草市を通る一般県道である。

## 概要
天草飛行場（天草空港）と熊本県道47号本渡五和線を結ぶ。
ほぼ半円状にカーブが終点まで続く。ゲート閉鎖時間は「夜間閉鎖」と閉鎖時間の標識が設置してある。

### 路線データ
- 起点：天草市五和町城河原1丁目（天草飛行場）
- 終点：天草市五和町城河原1丁目（熊本県道47号本渡五和線交点）
- 全長距離：0.9 km（実走で計測。ただし、天草飛行場ターミナルビル正面までは1 km。）

## 歴史
- 1992年（平成4年）6月19日 - 路線認定。
- 2000年（平成12年）3月23日 - 天草飛行場の供用開始に伴い、同時開通。

## 地理

### 通過する自治体
- 天草市

### 交差する道路
| 交差する道路           | 交差する場所      | 交差する場所 |
| ---------------------- | ----------------- | ------------ |
| 熊本県道47号本渡五和線 | 五和町城河原1丁目 | 終点         |

### 沿線
- 天草飛行場（天草空港）